# Air ACT
Air ACT, legalmente ACT Airlines (turco: ACT Havayollari) e denominata "myCargo Airlines" dal 2011 per alcun tempo, è una compagnia aerea cargo turca con sede a Kurtköy, Istanbul. Opera servizi internazionali di trasporto merci di linea e charter, oltre a servizi di wet e dry lease. La sua base principale è l'aeroporto Internazionale Sabiha Gökçen, Istanbul.

## Storia
Fondata nel 2004, la società ha cambiato proprietà nel marzo 2006 quando il veterano dell'aviazione turca Yavuz Cizmeci ha collaborato con HBK Investments per acquisire la società. Nel febbraio 2008, Manara Investments Ltd ha acquisito una quota del 21%. Manara è un veicolo di investimento sponsorizzato da quattro principali gruppi aziendali sauditi.
ACT ha ricevuto il prestigioso SCATA Supply Chain and Transport Award per "The Air Cargo Operator of the Year" in riconoscimento del suo eccezionale servizio clienti nel 2007. La compagnia ha anche richiesto la certificazione IATA dopo aver completato la IATA Operational Safety Audit nel 2007.
Nel 2011, il gruppo cinese HNA (partner di Bravia Capital) ha acquistato il 49% delle azioni di ACT Airlines. Il 50,9% delle azioni rimane a Daglar Cizmeci e lo 0,1% ad altri possessori turchi. ACT Airlines è stata rinominata myCargo dopo che è avvenuta questa alleanza. Nell'agosto 2017, HNA ha scambiato le sue azioni in MyCargo con un'altra sussidiaria in Turchia, portando la compagnia aerea a tornare alla piena proprietà con il suo amministratore e ad operare come ACT Airlines ancora una volta; in seguito, la flotta è stata gradualmente ridipinta con il nuovo marchio Air ACT.

## Flotta

### Flotta attuale
A gennaio 2024 la flotta di Air ACT è così composta:

### Flotta storica
Air ACT operava in precedenza con:
- 8 Airbus A300B4-200F
- 1 Airbus A300-600R(F)
- 1 Boeing 747-400F
- 2 Boeing 747-400(BDSF)

## Incidenti
- Il 1º marzo 2010, un Airbus A300B4-200F, marche TC-ACF, subì il collasso del carrello di atterraggio principale sinistro e subì danni sostanziali, per i quali fu successivamente demolito.[7]
- Il 16 gennaio 2017, il volo Turkish Airlines 6491, un Boeing 747-400F operato da ACT Airlines, precipitò su un quartiere residenziale durante l'atterraggio all'aeroporto di Biškek-Manas provocando la morte dei 4 membri dell'equipaggio e di 35 persone a terra. L'equipaggio non era riuscito a tenere l'aeromobile sul corretto sentiero di discesa ILS.[8]